# AjaxWrite
AjaxWrite war eine kostenlose Textverarbeitung, die komplett im Browser lief und die Ajax-Technologie verwendete. Das Programm, das Ähnlichkeiten mit dem Erscheinungsbild von Microsofts Word aufwies, konnte ohne Installation oder Registrierung genutzt werden und sollte zur Rundum-Textverarbeitung ausgebaut werden.

## Programmgeschichte
Das Projekt wurde von MP3.com-Gründer Michael Robertson initiiert, der mit AjaxWrite eine Konkurrenz zu Microsofts Office-Paket aufbauen wollte.
Laut Presse sollte nach und nach (jede Woche) eine weitere neue Applikation, etwa eine Tabellenkalkulation oder Präsentationssoftware freigegeben und öffentlich zugänglich gemacht werden. So hätte ein komplettes Office-Paket online entstehen können. Die Pläne wurden jedoch nicht zur Gänze verwirklicht. Inzwischen ist AjaxWrite nicht mehr im Web zu finden.
Allerdings wurden bereits in der Anfangszeit des Dienstes Zweifel über die Zukunft des Projektes laut. So wurden beispielsweise schwerwiegende Fehler beim Speichern von Dokumenten über Monate nicht behoben. Auch war die Rückmeldung der Entwickler im Forum zu derart gelagerten Supportanfragen sehr gering.

## Voraussetzungen
Für AjaxWrite benötigte man Mozilla Firefox ab Version 1.5. Das Programm lief dann unter Windows, Linux, OS/2 und Mac OS X. Weitere Browser sollten nach und nach unterstützt werden.

## Dateiformate mit AjaxWrite
AjaxWrite unterstützte das Word-Format (.doc) sowie das OpenDocument-Format (.odt). Links oder Linien konnten eingebunden werden, Probleme gab es noch mit Bildern und Tabellen, wo AjaxWrite noch nicht an die Benutzerfreundlichkeit von Microsofts Word oder OpenOffice.org-Writer heranreichte.
Gespeichert werden konnten laut Anbieter die Texte im Word-, Text-, RTF- oder PDF-Dateiformat auf der Festplatte. Es traten jedoch über geraume Zeit technische Probleme beim Speichern auf, die eine Nutzung unmöglich machten.

## AjaxWrite und andere vergleichbare Programme
Neben den Textverarbeitungen AjaxWrite, Writeboard und Writely gingen zur Blütezeit 2006 eine ganze Reihe von Programmen online, die die Ajax-Technologie nutzen. So etwa auch iRows und Num Sum, Tabellenkalkulationen, die ebenso online zugänglich waren bzw. noch sind und serverbasiert arbeiten. AjaxWrite verzichtete auf eine Registrierung. 
Bis zum Ende des Dienstes bot AjaxWrite keine Möglichkeiten, dass Benutzer gleichzeitig an einem Textdokument arbeiten konnten.